# Tagetes patula

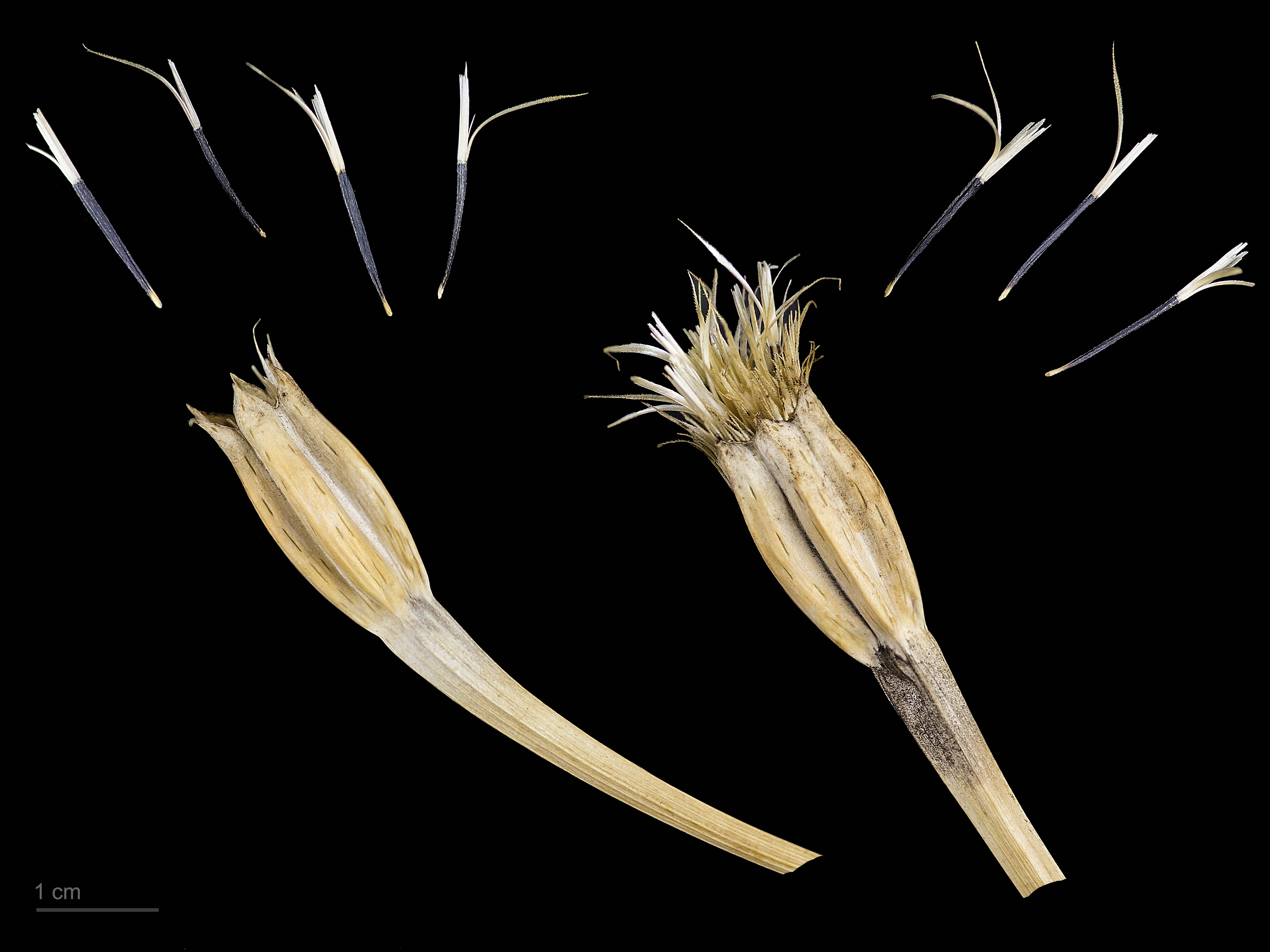
Tagetes patula

Tagetes patula, anomenat de forma comuna clavell de moro, és una espècie de planta del gènere Tagetes. Es planta nativa del continent americà i actualment de distribució cosmopolita.

## Descripció
Planta anual que arriba a fer entre 30 i 50 cm d'alt. Fulles profundament foliades. Les flors sòn hermafrodites i són pol·linitzades per insectes especialment de la família sírfids. 

Segons el clima pot florir entre mitjans d'estiu i mitjans de la tardor.

## Distribució i hàbitat
És nativa de l'Amèrica tropical des de Mèxic i Nicaragua fins a Bolívia.
Pot créixer tant en sòls sorrencs com en els argilosos sempre que tinguin un bon drenatge. Requereix el ple sol. Aguanta glaçades de fins -1 °C

## Usos
És una planta ornamental, també produeix un tint per als tèxtils. i se n'extreu un oli essencial utilitzat en perfumeria que mesclat amb l'oli essencial de sàndal rep el nom del perfum d'attar genda.

### Com planta medicinal
El seu oli essencial s'estudia pels seus efectes antimicòtics per a tractar la candidiasi i per a atacar les infeccions de fongs en les plantes.

### Ritual
Es fa servir en la celebració del Día de muertos a Mèxic, junt amb la Cempasúchil (Tagetes erecta) i la flor de cinc nafres (Tagetes lunulata)

### Plaguicida
La seva rel conté tiofens com α-tertienil i 5-(3-buten-1-inil)-2,2'-bitienil (BBT) que presenten un efecte inhibidor sobre els nematodes i aléurodes i de la invasió de certes males herbes, com per exemple les plantes dels gèneres Elytrigia, Cynodon, Calystegia i Convolvulus. Actua com repel·lent dels àfids i les formigues. Per aquestes propietats se sembra associat a altres conreus i com biofumigant.

## Taxonomia
Tagetes patula va ser descrit per linnaeus i publicat a Species Plantarum 2: 887. 1753
Sinònims
Tagetes corymbosa  Sweet 

Tagetes lunulata Ortega

Tagetes remotiflora Kunze

Tagetes signata Bartl.

Tagetes tenuifolia Millsp.